# Michael Woods (wielrenner)
Michael Woods (Ottawa, 12 oktober 1986) is een Canadees wielrenner die anno 2022 rijdt voor Israel-Premier Tech.

## Carrière
Voorafgaand aan zijn carrière als wielrenner beoefende Woods al ijshockey en atletiek. Vooral voor dat tweede bleek Woods aanleg te hebben, want hij zette verschillende Canadese jeugdrecords neer op de mijl en op de 3000m. Nadien werd Woods wielrenner, waarbij hij aanvankelijk vooral voor kleinere ploegen reed. 
In 2017 maakte hij de overstap naar Cannondale-Drapac Pro Cycling Team, dat uitkwam in de UCI World Tour. In dienst van deze ploeg won hij in 2018 de 17e etappe van de Ronde van Spanje door in de laatste halve kilometer Dylan Teuns achter zich te laten en solo aan te komen op de Oiz.
In 2023 won Woods in dienst van Israel-Premier Tech de negende etappe van de Ronde van Frankrijk. De etappe eindigde op de beroemde Puy-de-dôme.

## Palmares

### Overwinningen
2015
Clássica Loulé
5e etappe Ronde van de Gila
5e etappe Ronde van Utah
2018
17e etappe Ronde van Spanje
2019
2e etappe Herald Sun Tour
Milaan-Turijn
2020
3e etappe Tirreno-Adriatico
7e etappe Ronde van Spanje
2021
2e etappe Ronde van de Alpes-Maritimes en de Var
4e etappe Ronde van Romandië
Bergklassement Ronde van Zwitserland
2022
2e etappe Gran Camiño
3e etappe Route d'Occitanie
Eindklassement Route d'Occitanie
2023
3e etappe Route d'Occitanie
Eindklassement Route d'Occitanie
9e etappe Ronde van Frankrijk
2024
 Canadees kampioen op de weg, elite
13e etappe Ronde van Spanje

### Resultaten in voornaamste wedstrijden
| Jaar | Ronde van Italië | Ronde van Frankrijk | Ronde van Spanje |
| ---- | ---------------- | ------------------- | ---------------- |
| 2014 |                  |                     |                  |
| 2015 |                  |                     |                  |
| 2016 |                  |                     |                  |
| 2017 | 38e              |                     | 7e               |
| 2018 | 19e              |                     | 34e (1)          |
| 2019 |                  | 32e                 |                  |
| 2020 |                  |                     | 34e (1)          |
| 2021 |                  | opgave              |                  |
| 2022 |                  | opgave              | opgave           |
| 2023 |                  | 48e (1)             |                  |
| 2024 | opgave           |                     | opgave (1)       |
| 2025 |                  | 52e                 |                  |

| Jaar | Milaan-San Remo | Amstel Gold Race | Luik-Bast.‑Luik | Ronde van Lombardije | Waalse Pijl | Clásica San Sebastián | Strade Bianche |  | WK op de weg |  | Wereldranglijsten |
| ---- | --------------- | ---------------- | --------------- | -------------------- | ----------- | --------------------- | -------------- |  | ------------ |  | ----------------- |
| 2014 |                 |                  |                 |                      |             |                       |                |  | opgave       |  |                   |
| 2015 |                 |                  |                 |                      |             |                       |                |  | 94e          |  |                   |
| 2016 |                 |                  | opgave          | 31e                  | 12e         | 61e                   |                |  |              |  | 82e (UWT)         |
| 2017 |                 |                  | 9e              |                      | 11e         |                       |                |  |              |  | 71e (UWT)         |
| 2018 |                 | 20e              | ↑               | 13e                  | 33e         |                       |                |  | ↑            |  | 57e (UWT)         |
| 2019 |                 | 68e              | 5e              | 5e                   | 55e         | 9e                    |                |  | opgave       |  | 23e (UWR)         |
| 2020 | 65e             |                  | 7e              | 29e                  | ↑           |                       | 36e            |  | 12e          |  |                   |
| 2021 |                 | 32e              | 5e              | 9e                   | 4e          |                       |                |  |              |  |                   |
| 2022 |                 |                  | 10e             | opgave               | 6e          |                       |                |  |              |  |                   |
| 2023 |                 | opgave           | 12e             | 12e                  | 4e          |                       |                |  |              |  |                   |
| 2024 |                 |                  |                 | opgave               |             | 8e                    |                |  | 54e          |  |                   |
| 2025 |                 |                  |                 |                      |             |                       |                |  |              |  |                   |

In 2022 startte Woods niet in de laatste etappe van de Ronde van Frankrijk, na een positieve test op COVID-19.

### Resultaten in kleinere rondes
| Jaar | Tour Down Under | Parijs-Nice | Tirreno-Adriatico | Ronde van Catalonië | Ronde van het Baskenland | Ronde van Romandië | Ronde van Zwitserland | Ronde van Polen |
| ---- | --------------- | ----------- | ----------------- | ------------------- | ------------------------ | ------------------ | --------------------- | --------------- |
| 2016 | 5e              |             |                   | 18e                 | 53e                      |                    |                       | opgave          |
| 2017 | 21e             | 54e         |                   | 37e                 | 12e                      |                    | 26e                   |                 |
| 2018 |                 |             |                   | 79e                 | 29e                      |                    |                       |                 |
| 2019 | 7e              |             |                   | 6e                  |                          | 10e                |                       |                 |
| 2020 |                 | opgave      | 8e                |                     |                          |                    |                       |                 |
| 2021 |                 |             |                   | 11e                 | opgave                   | 5e(1)              | 5e                    |                 |
| 2022 |                 |             | opgave            | 13e                 | 17e                      |                    |                       |                 |
| 2023 |                 |             | 20e               | 6e                  |                          | opgave             |                       |                 |

## Ploegen
- 2013 –  Équipe Garneau-Québecor
- 2014 –  Amore & Vita-Selle SMP (tot 19-6)
- 2014 –  5-Hour Energy (vanaf 20-6)
- 2015 –  Optum p/b Kelly Benefit Strategies
- 2016 –  Cannondale-Drapac Pro Cycling Team[1]
- 2017 –  Cannondale Drapac Professional Cycling Team
- 2018 –  Team EF Education First-Drapac p/b Cannondale
- 2019 –  EF Education First Pro Cycling
- 2020 –  EF Education First Pro Cycling
- 2021 –  Israel Start-Up Nation
- 2022 –  Israel-Premier Tech
- 2023 –  Israel-Premier Tech
- 2024 –  Israel-Premier Tech
- 2025 –  Israel-Premier Tech

van Baarle · Bauer · Bettiol · Bevin · Breschel · Brown · Cardoso · Clarke · Craddock · Dombrowski · Formolo · Gaimon · Howes · King · Koren · Langeveld · Marangoni · Moser · Mullen · Navardauskas · Rolland · Skjerping · Skujiņš · Slagter · Talansky · Urán · Villella · Wippert · Woods · Zepuntke · Dibben (stagiair)
van Baarle · Bettiol · Bevin · Brown · Canty · Carthy · S. Clarke · W. Clarke · Craddock · Dombrowski · Formolo · Howes · Koren · Langeveld · Mullen · Phinney · Rolland · Scully · Skujiņš · Slagter · Talansky · Urán · Van Asbroeck · Vanmarcke · Villella · Wippert · Woods · Monk (stagiair)
Breschel · Brown · Canty · Cardona · Carthy · S. Clarke · W. Clarke · Craddock · Docker · Dombrowski · Howes · Langeveld · Magnusson · Martínez · McLay · Modolo · Moreno · Owen · Phinney · Rolland · Scully · Urán · Van Asbroeck · Vanmarcke · Woods
Bennett · van den Berg · Bettiol · Breschel · Brown · Caicedo · Carthy · Clarke · Craddock · Docker · Dombrowski · Higuita · Hofland · Howes · Kangert · Langeveld · Martínez · McLay · Modolo · Morton · Owen · Phinney · Scully · Urán · van Garderen · Vanmarcke · Villalobos · Whelan · Woods
Bennett · Bettiol · Caicedo · Carthy · Clarke · Cort · Craddock · Docker · Guerreiro · Halvorsen · Higuita · Hofland · Howes · Kangert · Keukeleire · Langeveld · Martínez · Morton · Owen · Powless · Rutsch · Scully · Urán · Van den Berg · Van Garderen · Vanmarcke · Villalobos (tot 1 augustus) · Whelan · Woods · Bissegger (stagiair)
Barbier · Berwick · Bevin · Biermans · Boivin · Brändle · Cataford · Cimolai · De Marchi · Dowsett · Einhorn · Froome · Goldstein · Greipel · Hagen · Hermans · Hofstetter · Hollenstein · Impey · Jones vanaf 1 juli · Martin · Neilands · Niv · Piccoli · Renard · Sagiv · Vahtra · Van Asbroeck · Vanmarcke · Woods · Würtz Schmidt · Zabel
Barbier · Berwick · Bevin · Biermans · Boivin · Brändle · Cataford · Clarke · De Marchi · Dowsett · Einhorn · Froome · Fuglsang · Goldstein · Hagen · Hermans · Hollenstein · Houle · Impey · Jones · Neilands · Niv · Nizzolo · Piccoli · Sagiv (tot 3/8) · Strong · Teuns (vanaf 5/8) · Van Asbroeck · Vanmarcke · Woods · Würtz Schmidt · Zabel · Riccitello (stagiair)
Berwick · Boivin · Clarke · Einhorn · Frigo · Froome · Fuglsang · Gee · Goldstein · Hermans · Hollenstein · Hollyman · Houle · Impey · Jones · Neilands · Nizzolo · Pozzovivo (vanaf 6/3) · Reynders · Riccitello · Sagiv · Schultz · Strong · Teuns · Van Asbroeck · Vanmarcke (tot 7/7) · Williams · Woods · Würtz Schmidt · Zabel · Gilmore (stagiair) · Sheehan (stagiair)
Ackermann · Bennett · Blackmore (vanaf 3/5) · Boivin · Clarke · Einhorn · Frigo · Froome · Fuglsang · Gee · Hofstetter · Hollyman · Houle · Kogut · Neilands · Pickrell · Raisberg · Riccitello · Sagiv · Schultz · Schwarzmann · Sheehan · Stewart · Strong · Teuns · Van Asbroeck · Vernon · Williams · Woods · Würtz Schmidt · Zabel (tot 2/5) · Brown (stagiair)
- World Athletics: 14173272